# NGC 3933
NGC 3933 é uma galáxia espiral (S?) localizada na direcção da constelação de Leo. Possui uma declinação de +16° 48' 36" e uma ascensão recta de 11 horas, 52 minutos e 01,9 segundos.